# STS-90
STS-90 e деветдесета мисия на НАСА по програмата Спейс шатъл и двадесети и пети полет на совалката Колумбия.

## Екипаж

### Основен екипаж
| Пост                           | Астронавт                                 |
| ------------------------------ | ----------------------------------------- |
| Командир                       | Ричард Сеърфос трети космически полет     |
| Пилот                          | Скот Олтман първи космически полет        |
| Специалист на мисията 1        | Ричард Линехан втори космически полет     |
| Специалист на мисията 2        | Дафид Уилямс (CSA) първи космически полет |
| Специалист на мисията 3        | Катрин Хайр първи космически полет        |
| Специалист по полезния товар 1 | Джей Баки първи космически полет          |
| Специалист по полезния товар 2 | Джеймс Павелчук първи космически полет    |

- Броят на полетите е преди и включително тази мисия.

### Резервен екипаж
| Пост                         | Астронавт                                |
| ---------------------------- | ---------------------------------------- |
| Специалист по полезния товар | Александър Дънлап (за Джей Баки)         |
| Специалист по полезния товар | Чиаки Мукаи (NASDA) (за Джеймс Павелчук) |

## Полетът
Основният полезен товар на мисия STS-90 е модулът Neurolab на научноизследователската лаборатория Спейслаб. По време на мисията се фокусира върху ефектите от микрогравитацията върху функциите на нервната система и мозъка. Тези изследвания се извършват върху хора и животни. На борда, освен 7-те астронавта се намират и 18 бременни мишки, 152 плъха, 135 охлюва, 233 риби и стриди и 1514 щурци. Повечето животни, обаче, загиват по време или малко след приключването на полета. На обширни наблюдения са подложени 4-ма от екипажа. Чрез тях са изследвани сънят във всичките му фази, както и функциите на мозъка и тялото. Допълнително са изследвани мозъка и координацията на движенията на тялото. Това се постига чрез хващане на топки с ръце и следене на светлинни точки с очи. Проведени са и допълнителни тестове, свързани с адаптирането към безтегловността, влиянието върху организма на медикаменти срещу „астронавтска“ болест, лечение на безсъние, виене на свят, ниско кръвно налягане и симптоми на имунен дефицит.
След успешен, почти 16-дневен полет, совалката „Колумбия“ се приземява в космическия център „Кенеди“ във Флорида.

## Параметри на мисията
- Маса:
  - Маса на при кацането: 105 462 кг
  - Маса на полезния товар: 10 788 кг
- Перигей: 257 км
- Апогей: 286 км
- Инклинация: 39,0°
- Орбитален период: 89.7 мин